# Steirastoma coenosum
Steirastoma coenosum là một loài bọ cánh cứng trong họ Cerambycidae.